# 徐孝德
徐孝德（597年—657年8月2日），名德，字孝德，以字行，湖州长城县（今浙江省长兴县）人隋朝、唐朝官员。

## 生平
祖父陈朝始安郡太守慈源县侯徐综。為唐太宗李世民妃嬪徐贤妃和唐高宗妃嬪徐婕妤父，官至果州（今四川省南充市）刺史，徐孝德有十卷文集，《旧唐书·经籍志》和《新唐书·艺文志》都载入《徐孝德集》十卷。有子徐齐聃。